# Služebník Páně
Služebník Páně (v anglickém originále Pulpit Friction) je 18. díl 24. řady (celkem 526.) amerického animovaného seriálu Simpsonovi. Scénář napsal Bill Odenkirk a díl režíroval Chris Clements. V USA měl premiéru dne 28. dubna 2013 na stanici Fox Broadcasting Company a v Česku byl poprvé vysílán 5. srpna 2013 na stanici Prima Cool.

## Děj
Poté, co se Simpsonovi zřítí na gauč z gagu a pohovka se rozbije, rozhodnou se pořídit si gauč nový, ale než Marge stihne zajít do obchodu, Homer si objedná novou pohovku online z Brooklynu v New Yorku. Nový gauč je zamořen štěnicemi a brzy je jimi Springfield zaplaven. Protože reverend Lovejoy není schopen město uklidnit, farář (z dílu Dopis od Vočka) Lovejoye sesadí a povýší nového reverenda jménem Elijah Hooper (Edward Norton). Město začne Hoopera a jeho kulturní odkazy v kázáních oceňovat. 
Hooper a Homer se sblíží a Hooper navrhne, že by se Homer mohl stát novým kostelním děkanem. Homer souhlasí, ale Bartovi začnou chybět všechny chvíle otce a syna s ním a obrátí se na Neda Flanderse, který je po Lovejoyově odchodu stále naštvaný a zničený. Ten navštíví Lovejoye, který nyní pracuje jako prodejce vířivek, ale ten říká, že se nechce vrátit. Bartovi se s Milhousovou pomocí podaří získat několik mrtvých štěnic, jež dá žábám, aby ve městě vyvolaly mor. Žáby začnou napadat město a Hooper je konfrontován rozzlobenými obyvateli města, když není schopen dělat nic jiného než mluvit o filmech nebo hudbě. Lovejoy vystoupí s projevem, který má pomoci mor zmírnit, a poté, co žáby díky jeho hlasu usnou, s radostí přijme svůj post zpět. 
Mezitím Marge zjistí, že její svatební šaty byly zaměněny za jeden z Krustyho kostýmů. Přizná, že si šaty schovávala pro Lízu, aby si je mohla obléct na vlastní svatbu, a je rozrušená, když Líza řekne, že si nedokáže představit, že by se někdy vdávala. Marge konfrontuje Krustyho, jenž jí řekne, že šaty už nemá, protože je vyhodil do kontejneru poté, co je použil pro scénku ve své show. Líze se však podaří vypátrat, kde se šaty nacházejí: poté, co byly vyzvednuty z popelnice a použity během představení Mamma Mia!, byly prodány snoubencům během prodeje v konkurzu. Líza pak vezme Marge na svatební obřad páru, kde je dojatá, když vidí, jak se pár oddává. Líza ji však ujistí, že o svatbě může v budoucnu uvažovat.

## Přijetí

### Přijetí kritiky
Robert David Sullivan z The A.V. Clubu udělil dílu známku B a uvedl: „Dvě věci, které jsou ve 24. řadě seriálu obvykle stále příjemné, jsou hudební čísla a příběhy o Springfieldu v obležení.“.
Rob Dawson z TV Equals napsal: „Je Služebník Páně prvním případem, kdy gaučový gag vedl přímo do děje epizody Simpsonových? Nemám encyklopedické znalosti seriálu, ale rozhodně mi to připadá jedinečné. A úvodní segment, který celý vychází z toho rozbitého gauče, je hodně zábavný. Je to v podstatě prodloužená montáž štěnic, které se šíří městem.“.
Teresa Lopezová z TV Fanatic udělila dílu 3 hvězdičky z 5: „Kromě poměrně zbytečné podzápletky týkající se Marginých ztracených svatebních šatů byl tento díl docela příjemný a obsahoval několik skvělých citací Simpsonových.“.

### Hodnocení
Epizoda získala v demografické skupině diváků ve věku 18–49 let rating 2,1 a sledovalo ji celkem 4,54 milionu diváků. Díky tomu se stala druhým nejsledovanějším pořadem bloku Animation Domination stanice Fox v ten večer.